# Nesophlox
Nesophlox – rodzaj ptaków z podrodziny kolibrów (Trochilinae) w rodzinie kolibrowatych (Trochilidae).

## Zasięg występowania
Rodzaj obejmuje gatunki występujące na Bahamach i Caicos. 

## Morfologia
Długość ciała 7,8–8,2 cm; masa ciała 2,5–3,3 g.

## Systematyka

### Etymologia
Nesophlox: gr. νησος nēsos „wyspa” (tj. Bahamy); φλοξ phlox, φλογος phlogos „płomień”.

### Podział systematyczny
Do rodzaju należą następujące gatunki:
- Nesophlox evelynae (Bourcier, 1847) – koliberek bahamski
- Nesophlox lyrura (Gould, 1869) – koliberek lilioczelny – takson wyodrębniony ostatnio z N. evelynae[5]